# NWHL 2015/16
Die Saison 2015/16 war die erste Spielzeit der neu gegründeten National Women’s Hockey League (NWHL), der höchsten Spielklasse im US-amerikanischen Fraueneishockey. Die Saison begann am 11. Oktober 2015 mit dem ersten Spiel der regulären Saison und endete am 12. März 2016 mit dem zweiten Finalspiel um den Isobel Cup. Diesen sicherten sich die Boston Pride in der Finalserie gegen die Buffalo Beauts. Insgesamt nahmen vier Mannschaften am Spielbetrieb teil.

## Modus und Teilnehmer
Die vier Mannschaften – namentlich die Boston Pride, Buffalo Beauts, Connecticut Whale und New York Riveters – spielten zunächst eine Sechsfachrunde in der regulären Saison, so dass jedes Team 18 Spiele bestritt. Insgesamt wurden somit 36 Spiele im Saisonverlauf absolviert.
Aus der Rangfolge der regulären Saison ergab sich die Setzliste für die sich anschließenden Play-offs, in denen der Erstplatzierte auf den Viertplatzierten der Tabelle traf. Die weitere Serie bestritten der Zweit- und Drittplatzierte. In den Play-offs trugen die Teams ihre Serien im Modus „Best-of-Three“ aus.

## NWHL Draft
Der erste Entry Draft der NWHL fand am 22. Juni 2015 in Boston statt. Die Reihenfolge des Drafts war dabei am 8. Juni bei einer Lotterie festgelegt worden. Die New York Riveters gewannen die Lotterie und wählten an der ersten Gesamtstelle die US-Amerikanerin Alex Carpenter vom Boston College aus. Insgesamt wurden in fünf Runden insgesamt 20 Spielerinnen gedraftet.

### Top-5-Picks
| #  | Spielerin      | Nationalität       | Pos | NWHL-Team         | Collegeteam                            |
| -- | -------------- | ------------------ | --- | ----------------- | -------------------------------------- |
| 1. | Alex Carpenter | Vereinigte Staaten | F   | New York Riveters | Boston College (Hockey East)           |
| 2. | Hannah Brandt  | Vereinigte Staaten | F   | Connecticut Whale | University of Minnesota Duluth (WCHA)  |
| 3. | Kendall Coyne  | Vereinigte Staaten | F   | Boston Pride      | Northeastern University (Hockey East)  |
| 4. | Courtney Burke | Vereinigte Staaten | D   | Buffalo Beauts    | University of Wisconsin–Madison (WCHA) |
| 5. | Haley Skarupa  | Vereinigte Staaten | F   | New York Riveters | Boston College (Hockey East)           |

## Reguläre Saison
In der regulären Saison, die zwischen dem 11. Oktober 2015 und dem 28. Februar 2016 ausgespielt wurde, sicherten sich die Boston Pride den ersten Platz mit drei Punkten Vorsprung auf die Connecticut Whale. Mit größerem Abstand folgten die Buffalo Beauts und New York Riveters auf den weiteren Plätzen.
| Pl. |                   | Sp | S  | N  | OTN | Tore  | Punkte |
| --- | ----------------- | -- | -- | -- | --- | ----- | ------ |
| 1.  | Boston Pride      | 18 | 14 | 3  | 1   | 75:39 | 29     |
| 2.  | Connecticut Whale | 18 | 13 | 5  | 0   | 64:51 | 26     |
| 3.  | Buffalo Beauts    | 18 | 5  | 9  | 4   | 57:69 | 14     |
| 4.  | New York Riveters | 18 | 4  | 12 | 2   | 41:78 | 10     |

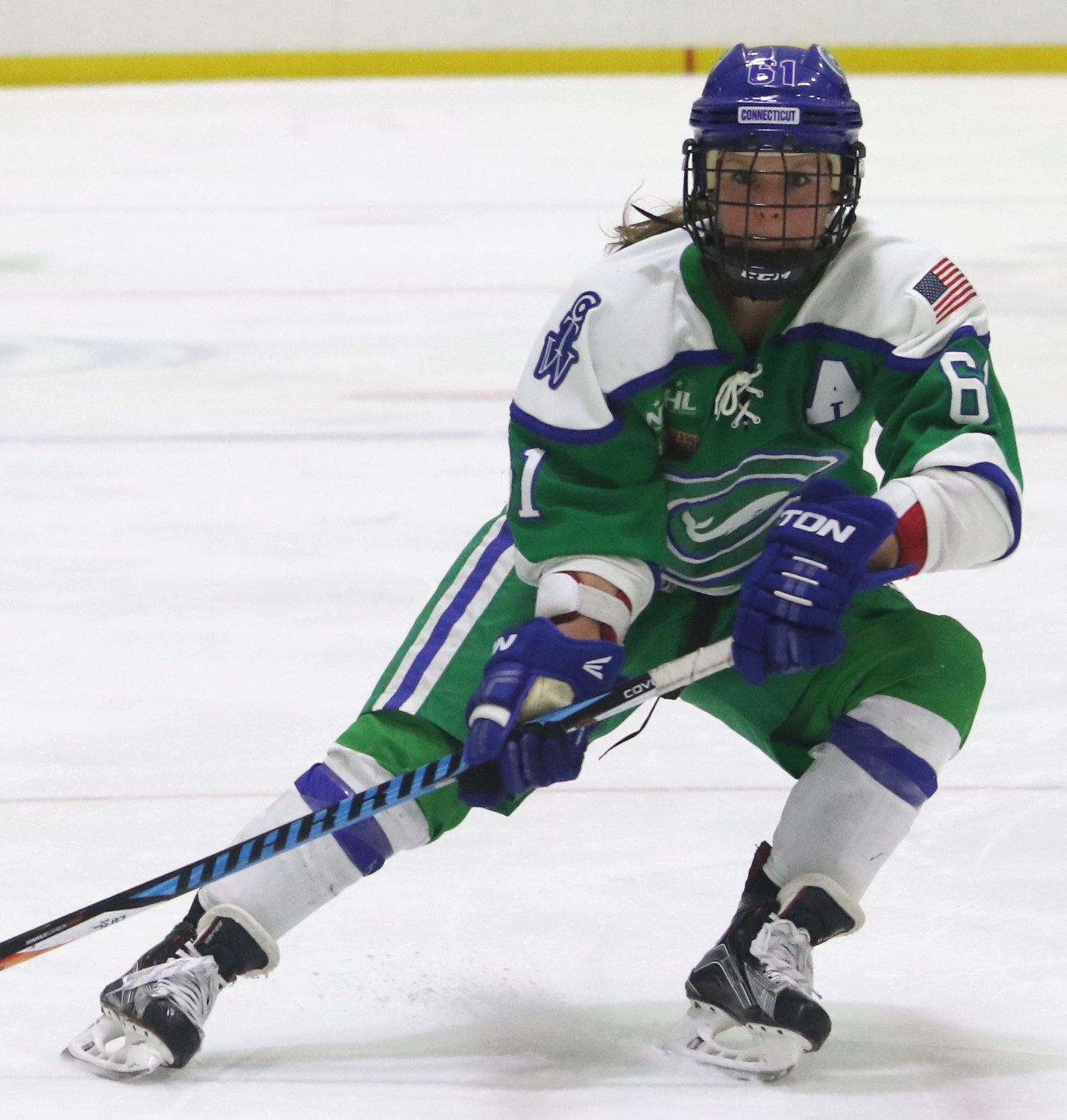
Kelli Stack von den Connecticut Whale war drittbeste Scorerin der regulären Saison

Abkürzungen: Sp = Spiele, S = Siege, N = Niederlagen, OTN = Niederlage nach Overtime bzw. Shootout

Erläuterungen:  = Divisionssieger

### Beste Scorerinnen
Abkürzungen: Sp = Spiele, T = Tore, V = Assists, Pkt = Punkte, SM = Strafminuten; Fett: Saisonbestwert
| Spielerin       | Team              | Sp | T  | V  | Pkt | SM |
| --------------- | ----------------- | -- | -- | -- | --- | -- |
| Hilary Knight   | Boston Pride      | 17 | 15 | 18 | 33  | 8  |
| Brianna Decker  | Boston Pride      | 17 | 14 | 15 | 29  | 20 |
| Kelli Stack     | Connecticut Whale | 17 | 8  | 14 | 22  | 24 |
| Kelly Babstock  | Connecticut Whale | 18 | 9  | 13 | 22  | 24 |
| Kelley Steadman | Buffalo Beauts    | 13 | 13 | 7  | 20  | 16 |

## Isobel-Cup-Playoffs
Die Playoffs um den erstmals ausgespielten Isobel Cup begannen am 4. März 2016 mit den beiden Halbfinalserien. Daraufhin folgte die am 11. März beginnende Finalserie, die einen Tag später mit dem Gewinn des Isobel Cups durch die Boston Pride endete.
|  | Halbfinale | Halbfinale        | Halbfinale |  |  | Finale | Finale         | Finale |
|  |            |                   |            |  |  |        |                |        |
|  |            |                   |            |  |  |        |                |        |
|  | 1          | Boston Pride      | 2          |  |  |        |                |        |
|  | 4          | New York Riveters | 0          |  |  |        |                |        |
|  |            |                   |            |  |  | 1      | Boston Pride   | 2      |
|  |            |                   |            |  |  | 3      | Buffalo Beauts | 0      |
|  | 2          | Connecticut Whale | 1          |  |  |        |                |        |
|  | 3          | Buffalo Beauts    | 2          |  |  |        |                |        |
|  |            |                   |            |  |  |        |                |        |

### Halbfinale
Boston Pride – New York Riveters
| 4. März 2016 19:30 Uhr (Ortszeit) | Boston Pride B. Decker (13:57) Z. Hickel (17:37) A. Pelkey (27:00) B. Decker (28:32) H. Knight (32:59) J. Dempsey (58:38) | 6:0 (2:0, 3:0, 1:0) Spielbericht Stand: 1:0 | New York Riveters | Raymond Bourque Arena, Beverly Zuschauer: k. A. |

| 5. März 2016 19:30 Uhr | Boston Pride G. Marvin (7:38) H. Knight (11:51) J. Dempsey (19:50) B. Bolden (20:51) H. Knight (25:58) B. Decker (31:36) H. Knight (58:44) | 7:4 (3:1, 3:2, 1:1) Spielbericht Stand: 2:0 | New York Riveters M. Packer (14:56) K. Dosdall (31:23) L. Beljakowa (31:47) C. Brown (54:41) | Raymond Bourque Arena, Beverly Zuschauer: k. A. |

Connecticut Whale – Buffalo Beauts
| 4. März 2016 19:00 Uhr (Ortszeit) | Connecticut Whale K. Stack (29:12) S. Faber (34:50) K. Babstock (58:04) | 3:0 (0:0, 2:0, 1:0) Spielbericht Stand: 1:0 | Buffalo Beauts | Chelsea Piers Connecticut, Stamford Zuschauer: k. A. |

| 5. März 2016 19:00 Uhr | Connecticut Whale K. Babstock (25:50) | 1:4 (0:2, 1:1, 0:1) Spielbericht Stand: 1:1 | Buffalo Beauts K. Steadman (10:15) D. Skeats (19:28) M. Bozek (20:30) H. Browne (58:02) | Chelsea Piers Connecticut, Stamford Zuschauer: k. A. |

| 6. März 2016 19:30 Uhr | Connecticut Whale K. Stack (13:29) K. Babstock (45:51) K. Babstock (59:17) | 3:4 (1:1, 0:1, 2:2) Spielbericht Stand: 1:2 | Buffalo Beauts M. Bozek (11:27) H. Browne (39:58) D. Skeats (54:33) M. Bozek (58:46) | Chelsea Piers Connecticut, Stamford Zuschauer: k. A. |

### Finale
| 11. März 2016 19:00 Uhr (Ortszeit) | Boston Pride B. Bolden (21:11) G. Marvin (31:48) H. Knight (55:19) H. Knight (62:24) | 4:3 n. V. (0:0, 2:1, 1:2, 1:0) Spielbericht Stand: 1:0 | Buffalo Beauts S. Bram (36:56) E. Pfalzer (46:18) K. Steadman (52:33) | Barnabas Health Hockey House, Newark Zuschauer: k. A. |

| 12. März 2016 19:00 Uhr | Buffalo Beauts E. Zach (59:23) | 1:3 (0:1, 0:0, 1:2) Spielbericht Stand: 0:2 | Boston Pride B. Decker (11:52) B. Decker (49:17) H. Knight (51:44) | Barnabas Health Hockey House, Newark Zuschauer: k. A. |

### Beste Scorerinnen
Abkürzungen: Sp = Spiele, T = Tore, V = Assists, Pkt = Punkte, SM = Strafminuten; Fett: Playoffbestwert

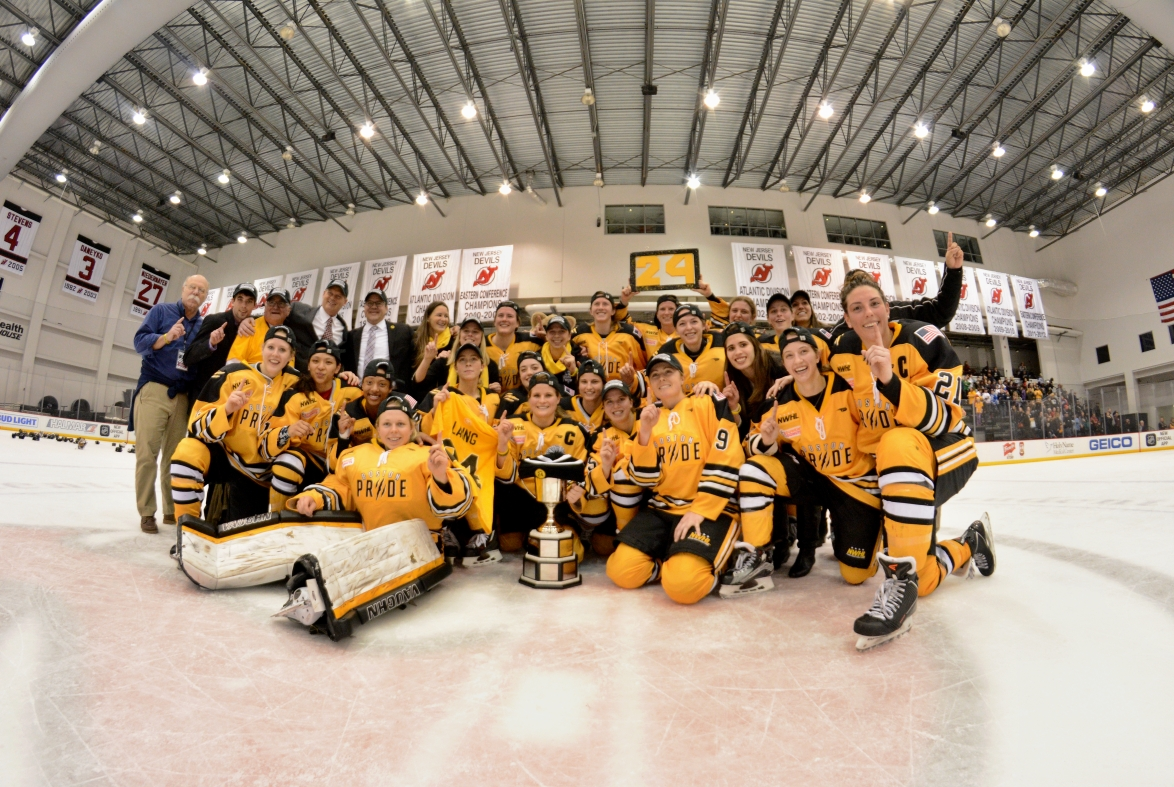
Meisterfoto der Boston Pride mit dem Isobel Cup

| Spielerin       | Team              | Sp | T | V | Pkt | SM |
| --------------- | ----------------- | -- | - | - | --- | -- |
| Hilary Knight   | Boston Pride      | 4  | 7 | 2 | 9   | 0  |
| Brianna Decker  | Boston Pride      | 4  | 5 | 4 | 9   | 6  |
| Gigi Marvin     | Boston Pride      | 4  | 2 | 3 | 5   | 2  |
| Jillian Dempsey | Boston Pride      | 4  | 2 | 3 | 5   | 4  |
| Kelly Babstock  | Connecticut Whale | 3  | 4 | 0 | 4   | 2  |

### Isobel-Cup-Sieger
| Isobel-Cup-Sieger: Boston Pride | Torhüterinnen: Brittany Ott, Lauren Slebodnick Verteidigerinnen: Kacey Bellamy, Blake Bolden, Alyssa Gagliardi, Marissa Gedman, Meagan Mangene, Gigi Marvin Angreiferinnen: Corinne Buie, Kelly Cooke, Brianna Decker, Jillian Dempsey, Emily Field, Zoe Hickel, Hilary Knight, Denna Laing, Rachel Llanes, Amanda Pelkey, Casey Pickett, Jordan Smelker Cheftrainer: Bobby Jay |

## NWHL All-Star-Game

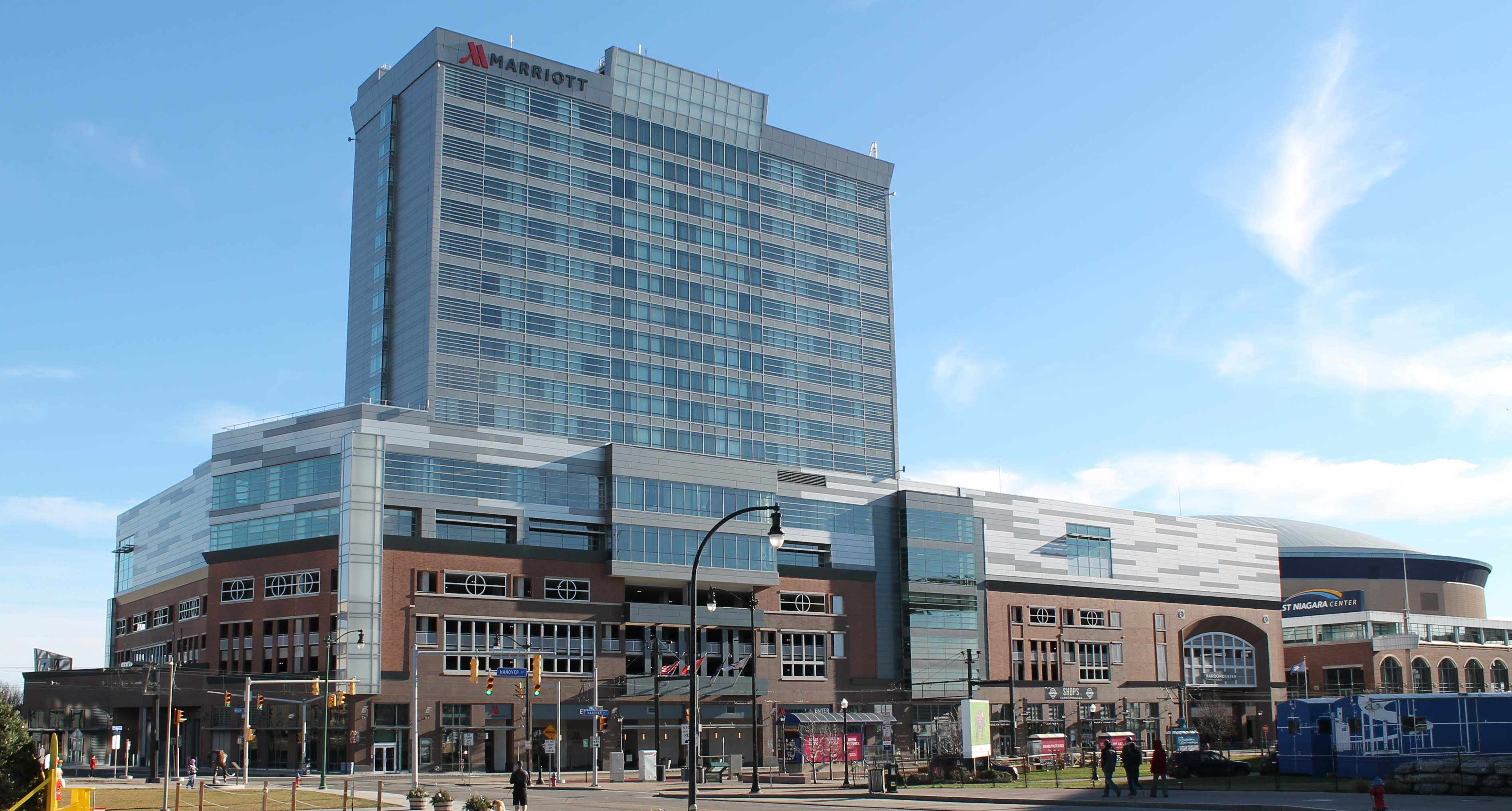
Außenansicht des HarborCenters

Das erste All-Star-Game der NWHL fand am 24. Januar 2016 im HarborCenter, der Heimspielstätte der Buffalo Beauts, in Buffalo statt. Die Begegnung wurde über zwei Halbzeiten à 20 Minuten mit jeweils vier Feldspielern plus Torwart absolviert. Zudem gab es eine Skills Competition.
Die Teams wurden anhand eines Fantasy Drafts durch die Spielerinnen Hilary Knight und Emily Pfalzer zusammengestellt.
Folgende Spielerinnen wurden in dieser Reihenfolge für die jeweiligen Teams ausgewählt:
- Team Knight: Kacey Bellamy, Kelli Stack, Kaleigh Fratkin, Janine Weber, Jaimie Leonoff, Alyssa Gagliardi, Jordan Smelker, Brianne McLaughlin, Shelby Bram, Amanda Pelkey, Jordan Brickner
- Team Pfalzer: Brianna Decker, Meghan Duggan, Kelley Steadman, Nana Fujimoto, Megan Bozek, Gigi Marvin, Blake Bolden, Brittany Ott, Shiann Darkangelo, Emily Field, Zoe Hickel

Hinzu kamen Madison Packer, Morgan Fritz-Ward, Hayley Williams und Devon Skeats, die durch das Votum der Fans eine Einladung erhielten. Während Packer und Williams im Team Knight spielten, wurden Fritz-Ward und Skeats dem Team Pfalzer zugewiesen. Inklusive der Kapitäninnen bestand somit jedes Team aus 14 Spielerinnen.
Das Team Pfalzer besiegte das Team Knight nach 40 Spielminuten deutlich mit 9:1. Als wertvollste Spielerin wurde Kelley Steadman ausgezeichnet.

## Auszeichnungen

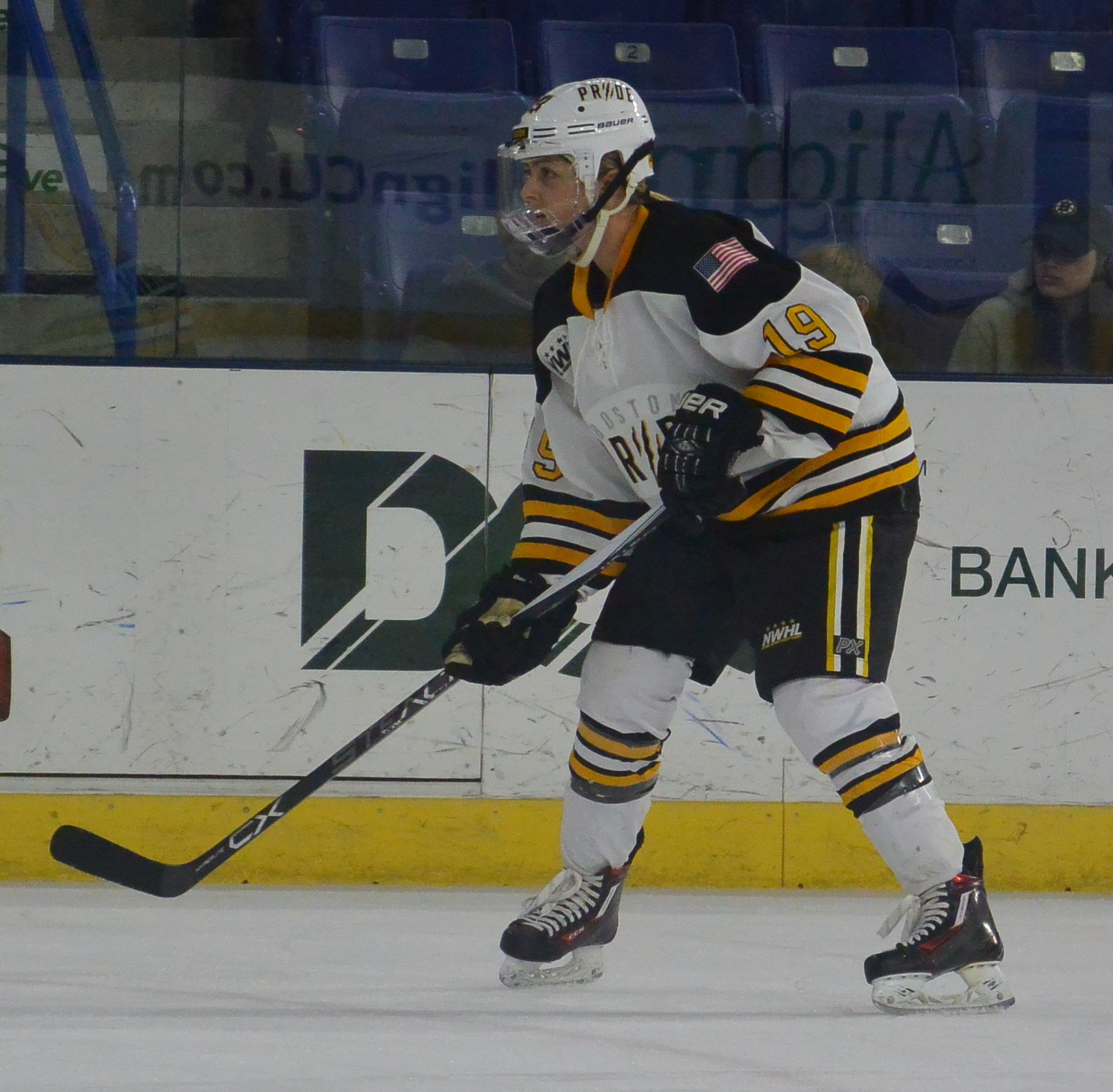
Gigi Marvin wurde als beste Defensivspielerin ausgezeichnet

| Auszeichnung                       | Spielerin      | Team         |
| ---------------------------------- | -------------- | ------------ |
| Wertvollste Spielerin              | Brianna Decker | Boston Pride |
| Perseverance Award                 | Denna Laing    | Boston Pride |
| Foundation Award                   | Denna Laing    | Boston Pride |
| Defensive Player of the Year       | Gigi Marvin    | Boston Pride |
| Goaltender of the Year             | Brittany Ott   | Boston Pride |
| Leading Scorer Award               | Hilary Knight  | Boston Pride |
| Wertvollste Spielerin der Playoffs | Brianna Decker | Boston Pride |